# Balthasaria
Balthasaria là một chi thực vật có hoa trong họ Pentaphylacaceae.

## Loài
Chi Balthasaria gồm các loài: